# Domps
Domps är en kommun i departementet Haute-Vienne i regionen Nouvelle-Aquitaine i västra Frankrike. Kommunen ligger i kantonen Eymoutiers som tillhör arrondissementet Limoges. År 2022 hade Domps 99 invånare.

## Befolkningsutveckling
Antalet invånare i kommunen Domps
| Referens: INSEE |